# Филд, Шерри
Шерри Ли Филд (англ. Sherri Lee Field; род. 13 марта 1972, Монктон, Нью-Брансуик) — канадская хоккеистка на траве, полевой игрок. Участница летних Олимпийских игр 1992 года.

## Биография
Шерри Филд родилась 13 марта 1972 года в канадском городе Монктон.
В 1989 году в составе команды Нью-Брансуика завоевала золотую медаль хоккейного турнира Канадских летних игр в Саскатуне.
В студенческие годы играла в хоккей на траве за университет Йорк в Торонто и университет Альберты. В 1992 году вошла в символическую первую сборную студенческого чемпионата Канады, в 1993 году — во вторую сборную.
В 1992 году вошла в состав женской сборной Канады по хоккею на траве на летних Олимпийских играх в Барселоне, занявшей 7-е место. Играла в поле, провела 1 матч, мячей не забивала.
По окончании игровой карьеры занялась педагогической работой. Работает директором спортивного направления в частной школе колледжа Кингсуэй в районе Торонто Этобико.